# أحداث شغب شيكاغو العرقية 1919
كانت أحداث شغب شيكاغو العرقية عام 1919 صراعًا عرقيًا عنيفًا بدأه الأمريكيون البيض ضد الأمريكيين السود، في الجانب الجنوبي من مدينة شيكاغو بولاية إلينوي، في 27 يوليو وانتهى في 3 أغسطس 1919. تُوفي خلال أعمال الشغب 38 شخصًا (23 من السود و15 من البيض). بلغ عدد إصابات المواجهات العرضية، على مدار الأسبوع، 537 إصابة، ثلثا المصابين من السود والثلث الآخر من البيض، وتشرد قرابة 1000 إلى 2000 شخص، معظمهم من السود. تُعد أحداث الشغب هذه الأسوء من بين ما يقرب من 25 حدثًا من أحداث الشغب والاضطرابات المدنية التي وقعت في الولايات المتحدة خلال «الصيف الأحمر» في عام 1919، الذي تسمى بذلك نظرًا لأعمال العنف العرقي والعمالي والوفيات التي حدثت في جميع أنحاء البلاد. جعل الصراع المطول أحداث الشغب هذه واحدة من أسوء أعمال الشغب في تاريخ إلينوي.
شهد الجو الاجتماعي السياسي المحيط بمجتمع السود الذي ينمو بسرعة في شيكاغو، في أوائل عام 1919، توترًا عرقيًا سببه العنصرية والمنافسة بين الجماعات الجديدة، والتدهور الاقتصادي، والتغيرات الاجتماعية الناجمة عن مشاركة الولايات المتحدة في الحرب العالمية الأولى. استقر الآلاف من الأمريكيين الأفارقة من جنوب الولايات المتحدة، جراء الهجرة الكبرى، بجوار أحياء من المهاجرين الأوروبيين في الجانب الجنوبي من شيكاغو بالقرب من وظائف حظائر الماشية، ومصانع تعبئة اللحوم، والصناعة. كان الأمريكيون الأيرلنديون، في هذه الأثناء، قد استقروا في وقت سابق، ودافعوا بقوة عن أراضيهم وسلطتهم السياسية ضد جميع القادمين الجدد. تسببت العنصرية والتوترات بعد الحرب العالمية الأولى في احتكاكات بين المجتمعات، وخاصة في أسواق العمل والإسكان التنافسية. ساهم الاكتظاظ وتزايد مقاومة الأمريكيين الأفارقة للعنصرية، ولا سيما من جانب قدامى المحاربين، في الاحتكاكات العرقية الظاهرة. زاد تواجد العصابات الإثنية وإهمال الشرطة من التوترات العرقية.
اشتد الاضطراب خلال الصيف بمقتل أمريكي أفريقي يُدعى يوجين ويليامز، عمره 17 سنة، كان قد انجرف عن غير قصد إلى منطقة سباحة بيضاء، على شاطئ معزول بصفة غير رسمية، قرب شارع 29. كانت مجموعة من الشبان الأمريكيين الأفارقة تبحر بقارب صنعوه بطول 14 قدم وعرض 9 أقدام. غضب أحد مرتادي الشواطئ البيض، عندما انجرف القارب إلى «منطقة الشاطئ الأبيض»، فبدأ بقذف الحجارة على الشبان، فأصاب وليامز، ما تسبب في غرقه. ذكر تقرير الطبيب الشرعي الرسمي أن وليامز غرق لأن قذفه بالحجارة منعه من اللحاق بالشاطئ. انتشر العنف في الأحياء، وهاجم الغوغاء البيض سكانها السود الأبرياء، حين اشتكى مرتادو الشواطئ السود من هجوم البيض عليهم. انقلبت التوترات بين الجماعات إلى مشاجرة وتحولت إلى أيام من الاضطرابات. هوجم الجيران السود بالقرب من المناطق البيضاء، ودخلت عصابات البيض إلى أحياء السود، وتعرض العمال السود أثناء ذهابهم إلى العمل والعودة منه للهجوم. نظم بعض السود، في الوقت نفسه، أنفسهم لمقاومة وحماية بعضهم البعض، وسعى بعض البيض إلى تقديم المساعدة للسود، ولكن إدارة شرطة شيكاغو غضت الطرف في كثير من الأحيان، أو فعلت ما هو أسوء. لجأ عمدة شيكاغو ويليام هيل تومبسون إلى سياسة حافة الهاوية مع فرانك لودن حاكم إلينوي، التي ربما أدت إلى تفاقم أعمال الشغب، لرفض تومبسون أن يطلب من لودن إرسال الحرس الوطني لجيش إلينوي لمدة أربعة أيام، رغم تأكيد لودن استدعاء رجال الحرس، وانتظامهم في ترسانة شيكاغو، واستعدادهم للتدخل.
عقد لودن، بعد أعمال الشغب، لجنة شيكاغو للعلاقات العرقية، وهي لجنة تحقيق غير حزبية بين الأعراق، للتحقيق في الأسباب واقتراح حلول للتوترات العرقية. نشرت مطبعة جامعة شيكاغو استنتاجات اللجنة عام 1922 بعنوان الزنجي في شيكاغو: دراسة في العلاقات العرقية وأعمال الشغب العرقية. حاول الرئيس الأمريكي وودرو ويلسون وكونغرس الولايات المتحدة تعزيز التشريعات والمنظمات الرامية إلى الحد من الشقاق العرقي في أمريكا. اتخذ الحاكم لودن عدة إجراءات بناء على طلب تومبسون لقمع الشغب وتعزيز المزيد من الانسجام في أعقابه. أُغلقت قطاعات اقتصادية في شيكاغو لعدة أيام أثناء أحداث الشغب وبعدها، ومنها المصانع لتجنب التفاعل بين الجماعات المعارضة. اعتمد تومبسون على ارتباطه بأحداث الشغب للتأثير على الانتخابات السياسية اللاحقة. ربما كانت أحد التأثيرات الأكثر ديمومة، رغم كل ذلك، القرارات المتخذة في مجتمعات البيض والسود على السواء بالسعي إلى زيادة انفصال كل منهما عن الآخر.